# Spurio Postumio Albino Paululo
Spurio Postumio Albino Paululo (latino: Spurius Postumius Albinus Paululus o Paullulus) (fl. II secolo a.C.) è stato un politico romano.

## Biografia
Probabilmente era fratello di Aulo Postumio Albino Lusco, console nel 180 a.C., e di Lucio Postumio Albino, console nel 173 a.C.; gli fu dato l'agnomen di Paululus (o Paullulus) perché di piccola statura e per distinguerlo dai fratelli.
Fu pretore in Sicilia nel 183 a.C. e console nel 174 a.C. con Quinto Mucio Scevola .